# Arasaiva
Arasaiva är en sjö i Gällivare kommun i Lappland och ingår i Kalixälvens huvudavrinningsområde. Sjön har en area på 0,566 kvadratkilometer och ligger 530 meter över havet. Arasaiva ligger i Sjaunja Natura 2000-område. Sjön avvattnas av vattendraget Arasaivajåkka.

## Delavrinningsområde
Arasaiva ingår i det delavrinningsområde (749800-166457) som SMHI kallar för Utloppet av Arasaiva. Medelhöjden är 574 meter över havet och ytan är 6,63 kvadratkilometer. Det finns ett avrinningsområde uppströms, och räknas det in blir den ackumulerade arean 29,77 kvadratkilometer. Arasaivajåkka som avvattnar avrinningsområdet har biflödesordning 2, vilket innebär att vattnet flödar genom totalt 2 vattendrag innan det når havet efter 358 kilometer. Avrinningsområdet består mestadels av skog (67 procent), sankmarker (13 procent) och kalfjäll (10 procent). Avrinningsområdet har 0,61 kvadratkilometer vattenytor vilket ger det en sjöprocent på 9,2 procent.